# Старочукалинское сельское поселение
Старочукалинское се́льское поселе́ние — муниципальное образование в Дрожжановском районе Татарстана Российской Федерации.
Административный центр — село Старые Чукалы.

## История
Статус и границы сельского поселения установлены Законом Республики Татарстан от 31 января 2005 года № 21-ЗРТ «Об установлении границ территорий и статусе муниципального образования "Дрожжановский муниципальный район" и муниципальных образований в его составе».

## Население
| 2002 | 2010 | 2011 | 2012 | 2013 | 2014 | 2015 |
| ---- | ---- | ---- | ---- | ---- | ---- | ---- |
| 720  | ↘697 | ↘695 | ↘681 | ↘656 | ↘635 | ↗639 |
| 2016 | 2017 | 2018 |      |      |      |      |
| ↘630 | ↘616 | ↘595 |      |      |      |      |

## Состав сельского поселения
| № | Населённый пункт | Тип населённого пункта       | Население |
| - | ---------------- | ---------------------------- | --------- |
| 1 | Старые Чукалы    | село, административный центр | ↗620      |